# Мяколица
Мяколица — река в России, протекает в Вологодской области, в Великоустюгском районе. Устье реки находится в 35 км по левому берегу реки Сухона. Длина реки составляет 43 км.
Исток реки расположен в болотах в 23 км к северо-западу от Великого Устюга. Мяколица течёт по заболоченному лесу на юг, принимает из окрестных болот многочисленные небольшие речки и ручьи, крупнейшие — Тоноквка, Толстовка, Ульянка, Дорошна, Чащева, Чёрный ручей, Юров ручей (правые); Сафарана (левый). В верхнем и среднем течении не населена, в нижнем течении на берегах реки деревни Пупышево и Заручевье, нежилые деревни Ленивица и Царёва Гора (левый берег); деревня Мякальская Слобода (правый берег).

## Данные водного реестра
По данным государственного водного реестра России относится к Двинско-Печорскому бассейновому округу, водохозяйственный участок реки — Северная Двина от начала реки до впадения реки Вычегда, без рек Юг и Сухона (от истока до Кубенского гидроузла), речной подбассейн реки — Сухона. Речной бассейн реки — Северная Двина.
По данным геоинформационной системы водохозяйственного районирования территории РФ, подготовленной Федеральным агентством водных ресурсов:
- Код водного объекта в государственном водном реестре — 03020100312103000009913
- Код по гидрологической изученности (ГИ) — 103000991
- Код бассейна — 03.02.01.003
- Номер тома по ГИ — 03
- Выпуск по ГИ — 0